# Agustín Gasull

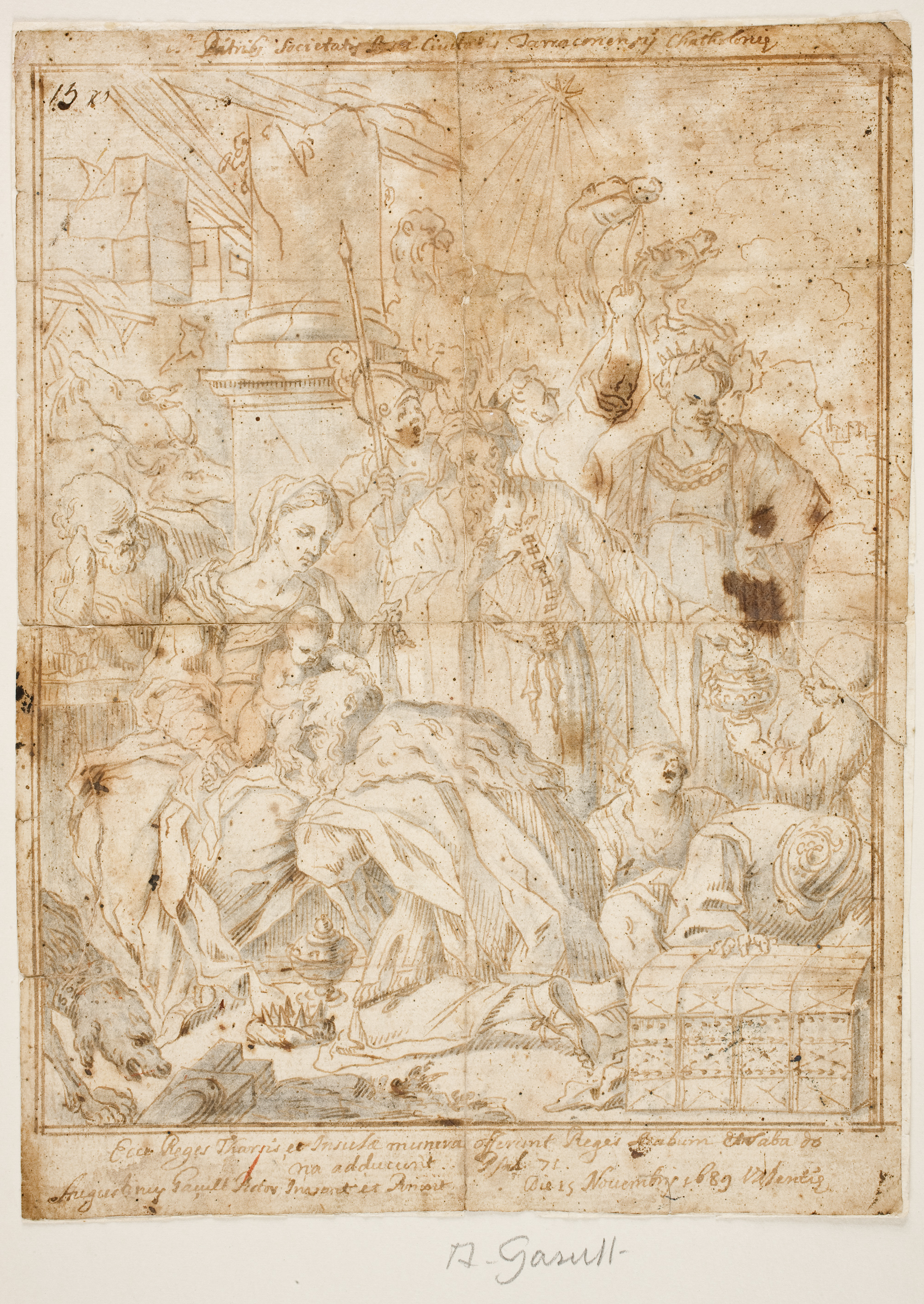
Adoración de los Reyes Magos, dibujo a pluma y aguadas azulada y parda sobre papel, firmado Augustinus Gasull, en Valencia, 15 de noviembre de 1689. Madrid, Museo del Prado.

Agustín Gasull o  Gazul  (fallecido en o después de 1710) fue un pintor barroco español activo en Valencia.
Según Ceán Bermúdez, que tomaba su información de Marcos Antonio de Orellana, Agustín Gasull estudió en Roma con Carlo Maratta y, de regreso a España, se instaló en Valencia, donde pintó con alegre colorido algunos cuadros para la parroquia de San Juan del Mercado, al tiempo que Antonio Palomino trabajaba en la pintura al fresco de su bóveda.<rea confirmado documentalmente y tanto la estancia en Roma como la formación con Maratta parece altamente improbable. A falta de noticias documentales, el primer dato conocido de su biografía lo proporciona un dibujo con la Adoración de los Reyes firmado en 1689 que se conserva en el Gabinete de Dibujos, Estampas y Fotografías del Museo del Prado. Boceto con destino a un retablo para la iglesia de la Compañía de Jesús de Tarragona, la firma indica que se pintó en Valencia. No hay más noticias ni otra obra firmada hasta 1696 cuando, de nuevo para los jesuitas, fue llamado a participar en la renovación de la decoración de la Capilla de la Purísima Concepción de la iglesia de la Compañía, presidida por la Purísima de Juan de Juanes. Los dos lienzos pintados por Gasull para la ocasión hacían referencia precisamente a la pintura titular y representaban la Aparición de la Inmaculada al padre Alberro para instruirle sobre cómo quería ser pintada y a Juan de Juanes pintando la imagen conforme a las indicaciones de su confesor, según la descripción de Orellana. Los lienzos, ahora conservados en el Museo de Bellas Artes de Valencia, fueron repintados por José Vergara a fines del siglo XVIII alterando su iconografía, convertido el primero en la Institución de la Orden de Carlos III ante la Inmaculada y el segundo en la Presentación del infante Carlos Clemente a la Inmaculada Concepción.
En 1710, en la que es la última noticia de su existencia, firmó un Martirio de santa Inés,  conservado en la parroquia de San Andrés de Valencia, pareja de un Martirio de santa Catalina de Alejandría, obra indudablemente de los mismos pinceles. En ellos se advierten influencias de Maratta en su movida composición y abundancia de escorzos, influencias que Gasull pudo adquirir en la misma Valencia y en su relación con Vicente Victoria, con quien coincidió en los trabajos decorativos de la iglesia de la Compañía.
Obras suyas, firmadas, se encuentran en la ermita de Santa Lucía de Valencia (Santos Abdón y Senén) y en el Museo de la Ciudad (La Virgen niña con san Joaquín y santa Ana). Su firma se ha localizado también, en fecha reciente, en un óleo que representa a Santo Domingo de Guzmán recibiendo el Santo Rosario, conservado en el Palacio Arzobispal de Pamplona, de un carácter más avanzado que sus restantes obras, solo equiparable a los citados lienzos de martirios de la parroquia de San Andrés.